# Dirk Martens (drukker)

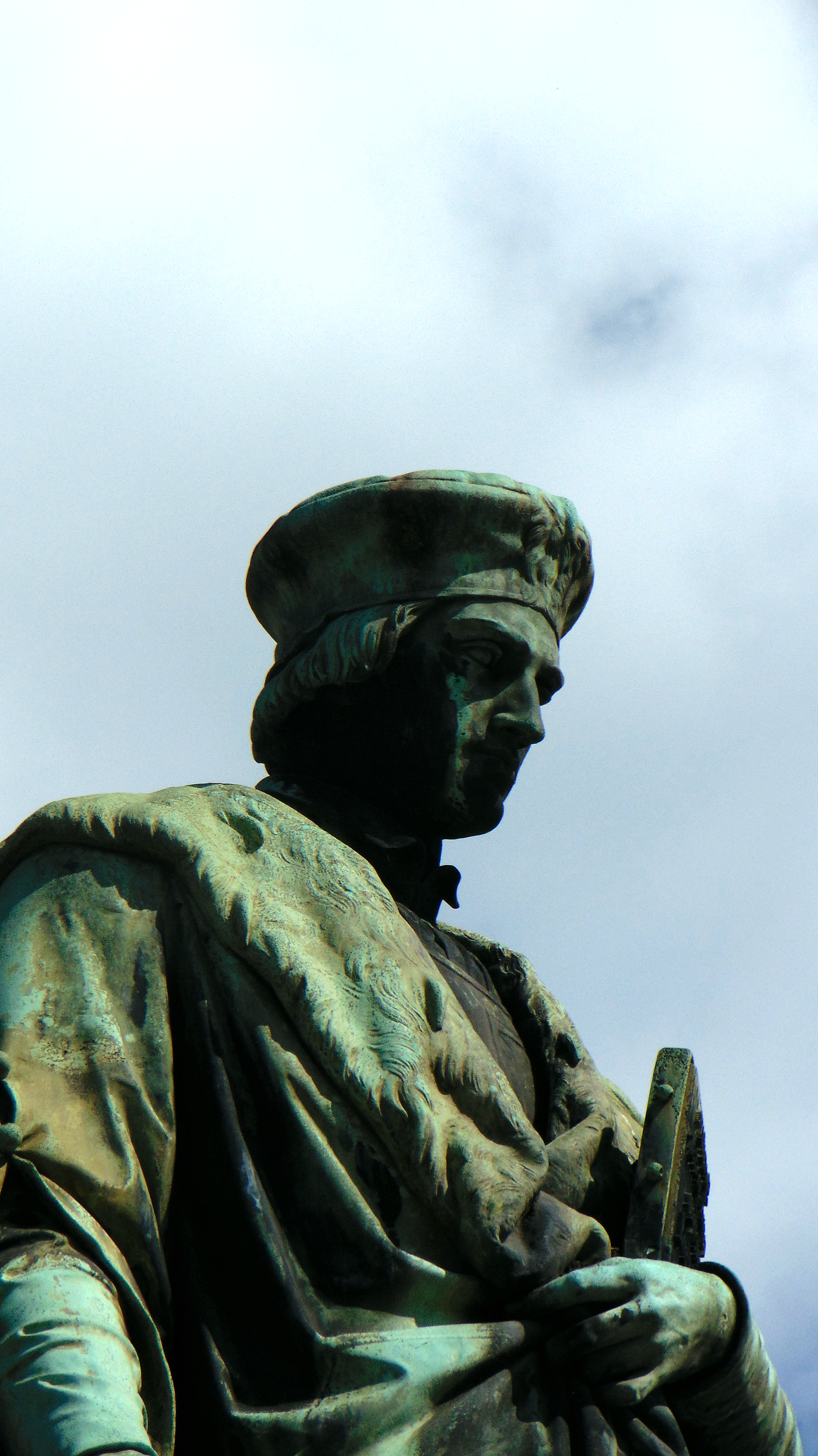
Standbeeld Dirk Martens 2024

Dirk Martens (Latijn: Theodoricus Martinus, Frans: Thierry Martens, Aalst, 1446 of 1447 – aldaar, 28 mei 1534) was een Vlaamse drukker en uitgever. Hij was een van de eersten die drukte met losse loden letters in de toenmalige Nederlanden en het huidige België.

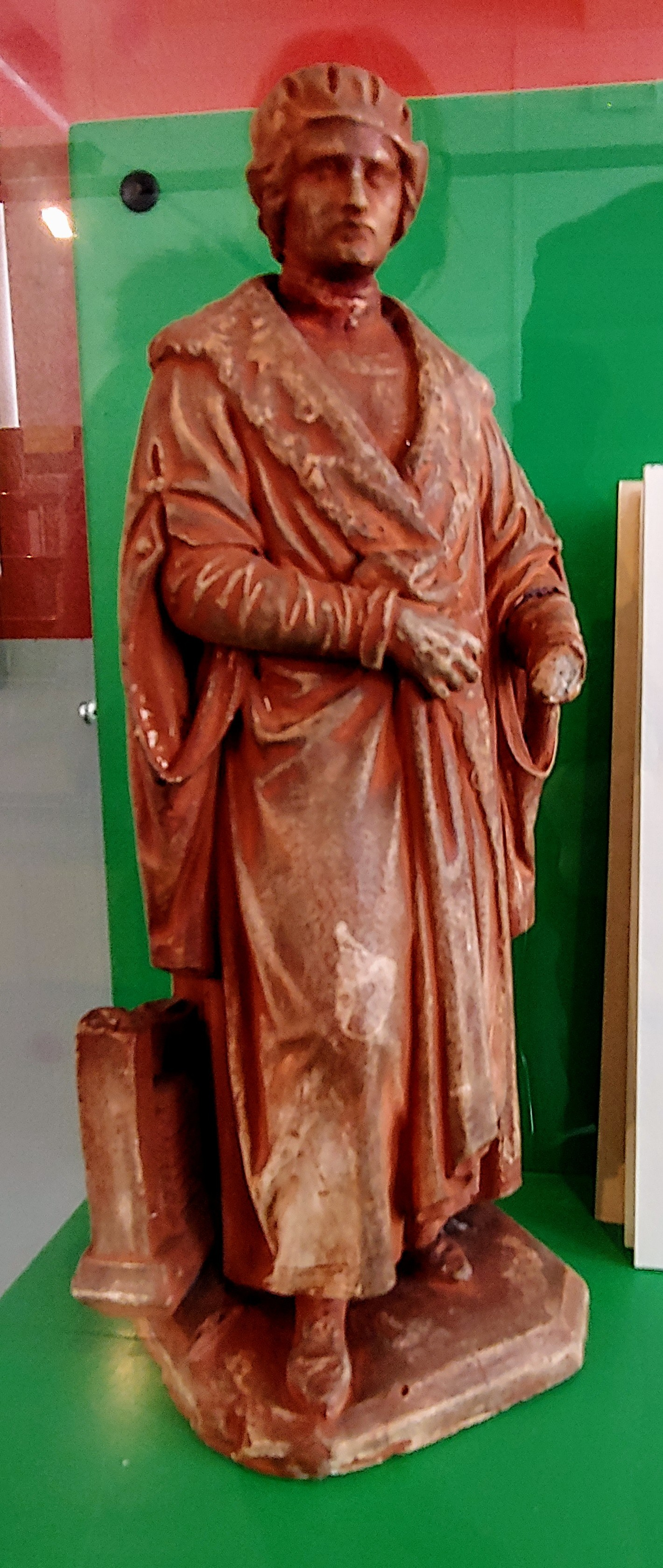
Beeldje van Dirk Martens in 't Gasthuys van Aalst.

In 1473 startte Martens een eerste atelier in Aalst. Later werkte hij afwisselend in Antwerpen en Leuven. In 1529 liet hij zijn zaak over aan zijn schoonzoon Servaas Van Sassen. In totaal zijn van hem 270 uitgaven bekend over een uitzonderlijk lange periode van 56 jaar.
Martens specialiseerde zich in de uitgave van geleerde teksten in het Latijn, Grieks en Hebreeuws. Hij publiceerde een vijftigtal werken van Erasmus en de eerste editie van Utopia van Thomas More. Hij drukte ook als eerste in de Nederlanden teksten in Griekse en Hebreeuwse karakters.

## Familie
Dirk Martens werd in 1446 of 1447 geboren in Aalst in een familie van welgestelde poorters. Hij was de zoon van Joos Martens. Voor zover bekend had hij twee zussen: Johanna (ca. 1445-1485) en Margarita, begijn in Aalst (overleden 1510).
Dirk Martens trouwde volgens de legende met een zus van Bertel Coecke, klokkengieter in Aalst. Hij had vier kinderen: Peter (waarschijnlijk overleden najaar 1524), Susanna (overleden ca. 1527), Bernarda (overleden ca. 1527) en Barbara (overleden ca. 1535). Barbara trouwde met Servaas van Sassen die in 1529 de zaak van zijn schoonvader in Leuven overnam. Uit dit huwelijk kwam een dochter Barbara (geboren na 1522) voort.

## Opleiding
Martens zou een eerste opleiding gekregen hebben in het klooster van de wilhelmieten in Aalst. In de vroege jaren 1470 verbleef hij heel waarschijnlijk in Venetië, mogelijk bij Gerardus de Lisa, een humanist afkomstig uit Gent.
In Venetië ontmoette Martens wellicht Johannes van Westfalen die afkomstig was uit het bisdom Paderborn. Mogelijk vertrokken ze samen naar de Nederlanden toen het boekenvak in Venetië in de vroege jaren 1470 in crisis verkeerde. Met Johannes van Westfalen drukte Martens in 1473-1474 in Aalst zeven boeken, die duidelijke Italiaanse en Venetiaanse invloeden laten zien. In een van de colofons van deze edities verwees Martens ook zelf naar Venetië.

## Carrière als drukker

### Aalst (1473-1474, 1486-1492)

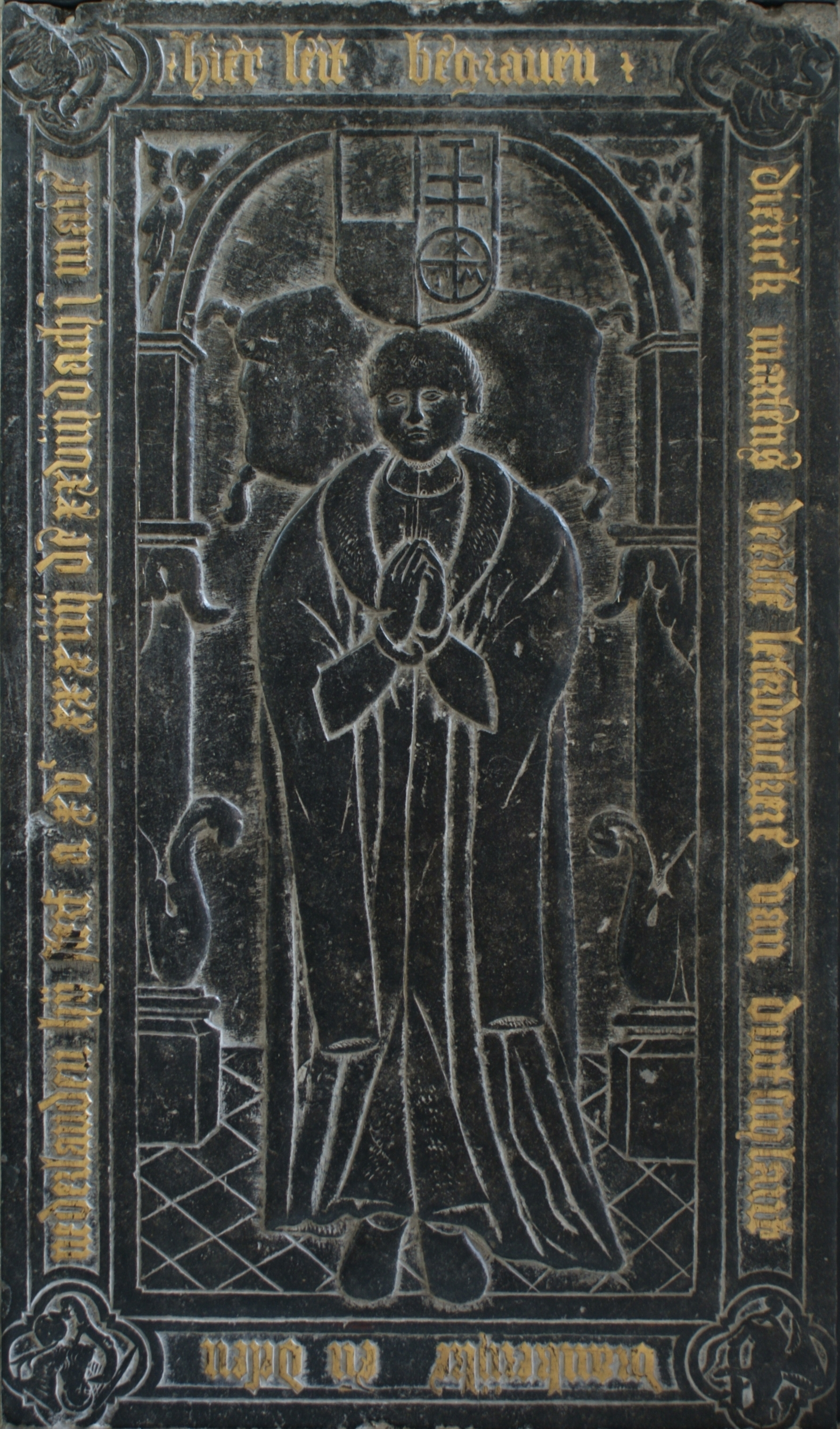
Grafmonument van Dirk Martens in de Sint-Martinuskerk in Aalst met opschrift Hier leit begraven dierick martens d'eerste letterdruckere van duitschlant vrankeryke en desen nederlanden, hy sterf A° XVc XXXIIII de XXVIII dach in maie.. Onder 'eerste letterdruckere' moet hier wellicht begrepen worden 'beste drukker' en niet 'vroegste drukker'.

In 1473 werden in Aalst minstens drie boeken gedrukt: De duobus amantibus (Over de twee geliefden) van Enea Silvio Piccolomini (de latere paus Pius II), Manuale. Psalterium. Septem psalmi ad laudem Mariae, een theologisch traktaat toegeschreven aan Augustinus, en Speculum conversionis peccatorum  (Een spiegel van de bekering van de zondaars) van Dionysius de Karthuizer.
Uit het jaar 1474 zijn nog eens vier edities uit Aalst bekend. Het colofon van twee van die edities vermeldt alleen de naam van Martens. In het colofon van de andere twee wordt Martens genoemd als associé van Johannes van Westfalen. Hoe deze samenwerking eruitzag en wanneer ze startte, werd onderwerp van historisch debat. Sommige auteurs achtten het onmogelijk dat Johannes van Westfalen al in 1473 in Aalst werkte, omdat hij zich toen zou hebben ingeschreven aan de Universiteit van Keulen. In 2004 verwierf de Koninklijke Bibliotheek van België een exemplaar van de Logica vetus, een van de boeken die beide namen in het colofon vermelden. Nieuw onderzoek leidde tot de hypothese dat de samenwerking toch terugging tot de eerste drie edities uit 1473. Waarschijnlijk zorgde Johannes van Westfalen voor het nodige kapitaal en materiaal, terwijl Martens hem in zijn geboortestad introduceerde en zorgde voor een geschikte ruimte voor het atelier. Dat Johannes de in Aalst gebruikte karakters in 1474 meenam naar Leuven, ondersteunt deze visie.
De Aalsterse edities van 1473 zijn de eerste gedateerde getuigen van de boekdrukkunst binnen de Zuidelijke Nederlanden en het huidige België. Daarom wordt Martens traditioneel de eerste Belgische drukker genoemd. Ongeveer tegelijkertijd richtten Johann Veldener in Leuven en William Caxton in Brugge nieuwe ateliers op. Het is voorlopig niet uit te sluiten dat hun ongedateerde uitgaven voorafgingen aan de boeken uit Aalst.
Tussen 1474 en 1486 verdwijnt Martens uit beeld. Sommigen identificeerden hem met een zekere Teodorico Aleman die in Spanje actief was als importeur van boeken, maar een tweede verblijf in Italië is waarschijnlijker. Toen Martens in 1486 terugkeerde naar Aalst en een tweede atelier startte, gebruikte hij immers nieuwe Italiaanse letters. Tussen 1486 en 1492 zijn er van Martens nog eens 13 uitgaven bekend. In deze tweede Aalsterse periode legde hij zich vooral toe op theologische en religieuze teksten. Hij specialiseerde zich in brevieren en drukte ook als eerste in de Nederlanden met gegoten Griekse letters.

### Antwerpen en Leuven (1493-1512)
In 1492 overleden Matthias van der Goes en Gheraert Leeu, de twee drukkers die tot dan in Antwerpen actief waren. Martens verhuisde daarop in 1493 zijn persen naar Antwerpen. Hij verwierf een deel van de drukkersuitrusting van Leeu. Zijn eerste Antwerpse uitgave was een tekst van vier bladen met het verhaal van Columbus’ reis naar Amerika, die een jaar eerder plaatsvond.
Na vijf jaar verhuisde Martens naar Leuven. Op 15 juni 1497 schreef hij zich in aan de universiteit, een voorwaarde om als drukker en boekhandelaar actief te mogen zijn in de stad. Het einde van de activiteiten van Johannes van Westfalen, met wie hij eerder in Aalst samenwerkte, vormde mogelijk de aanleiding voor deze verhuizing. In Leuven publiceerde Martens met zekerheid 12 werken. Hij publiceerde er vooral kerkelijk drukwerk zoals brevieren en statuten van diocesane synodes.
In 1502 vestigde Martens zich opnieuw in Antwerpen, aan de Steenhouwersvest. In deze jaren ontmoette hij voor het eerst de humanist Desiderius Erasmus. In 1503 en 1504 drukte hij twee werken van hem. Daarna bleef het enkele jaren stil rond Martens. Mogelijk kende Martens in deze periode financiële problemen, waardoor hij niet langer in staat was om eigen uitgaven te financieren. In 1507 en 1508 drukte hij wel enkele teksten in opdracht van twee Londense boekhandelaars. Pas vanaf 1508 verschenen opnieuw edities onder Martens’ eigen naam. Uit deze tweede Antwerpse periode zijn minstens 35 werken bekend.

### Leuven (1512-1529)
In 1512 keerde Martens terug naar Leuven. Hij vestigde zich in de Proefstraat (de huidige Naamsestraat), tegenover de faculteit burgerlijk recht. Deze tweede Leuvense periode was de meest actieve. Tussen 1515 en 1522 publiceerde hij 120 titels, terwijl dat er uit de periode 1473-1512 maar een honderdtal waren.
Martens drukte in deze jaren veel werken van klassieke Griekse en Romeinse auteurs zoals Plato, Homeros, Cicero en Aesopus. Deze werken waren vooral bestemd voor de studenten van de artesfaculteit. Tegelijkertijd ontwikkelde zijn atelier zich tot een centrum van het humanisme. Naast een vijftigtal edities van Erasmus, drukte Martens ook Thomas Mores Utopia en werken van verschillende andere Leuvense humanisten, zoals Adrianus Barlandus, Martinus Dorpius en Rutgerus Rescius.
Bij zijn aankomst in Leuven was Martens ongeveer 60 jaar oud en al bijna 40 jaar actief binnen het boekenvak. In 1524 verschenen enkele edities onder de naam van zijn zoon Pieter. Kort daarop verschenen de boeken opnieuw onder Martens eigen naam, wellicht door de voortijdige dood van zijn zoon. In 1529 liet hij zijn drukkerij en boekhandel over aan zijn schoonzoon Servaas van Sassen, die later werd opgevolgd door zijn eigen zonen. Martens trok zich terug in het wilhelmietenklooster van zijn geboortestad Aalst. Hij overleed er op 28 mei 1534.

## Herinnering aan Dirk Martens
Het grafmonument van Dirk Martens werd aanvankelijk geplaatst in de kerk van het wilhelmietenklooster in Aalst. In 1774 richtte het stadsbestuur van Aalst in de kerk een mausoleum in waarin de oudere grafsteen werd geïntegreerd. Na de opheffing van de kloosters door keizer Jozef II werd het in 1783 verplaatst naar een straalkapel van de koorommegang van de Sint-Martinuskerk.
Volgens de overlevering zou Martens zijn bibliotheek en archief in 1529 hebben meegenomen naar Aalst toen hij zich daar terugtrok in het wilhelmietenklooster. Tijdens de verovering van Aalst door de Geuzen in 1582 ging de vleugel van het klooster waar dit archief zich zou hebben bevonden, in de vlammen op.
In 1849 werd een commissie opgericht die de oprichting van een standbeeld van Martens bepleitte. In 1856 werd dit standbeeld onthuld op de Grote Markt van Aalst. De Belgische staat zorgde voor financiële ondersteuning. In 1852 bracht de jezuïet Alphonse Van Iseghem een nieuwe biografie van Martens uit waarin hij ook pleitte voor de oprichting van een standbeeld.
In 1973 vond in Aalst een tentoonstelling plaats die leven en werk van Dirk Martens belichtte naar aanleiding van de vijfhonderdste verjaardag van de eerste drukken in Aalst. Naar aanleiding van de viering Dirk Martens 1473-1973 werd in 1976 ook het Dirk Martenscomité gesticht.
In 2005 eindigde Martens als 36ste in de Vlaamse versie van De Grootste Belg.
In Aalst is de campus van de hogeschool Odisee vernoemd naar Dirk Martens.

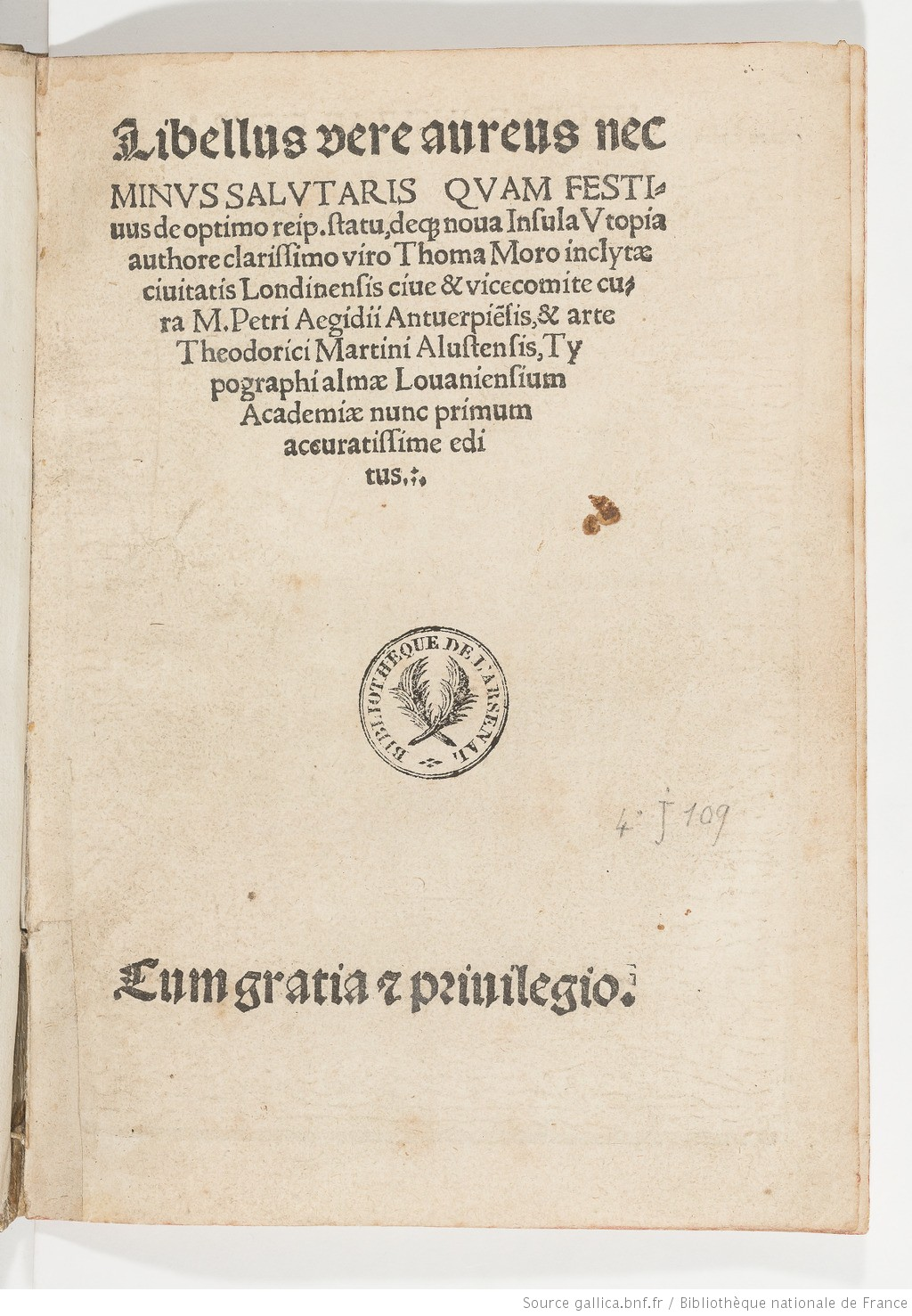
Titelpagina van Utopia van Thomas More, in 1516 gedrukt door Dirk Martens in Leuven.
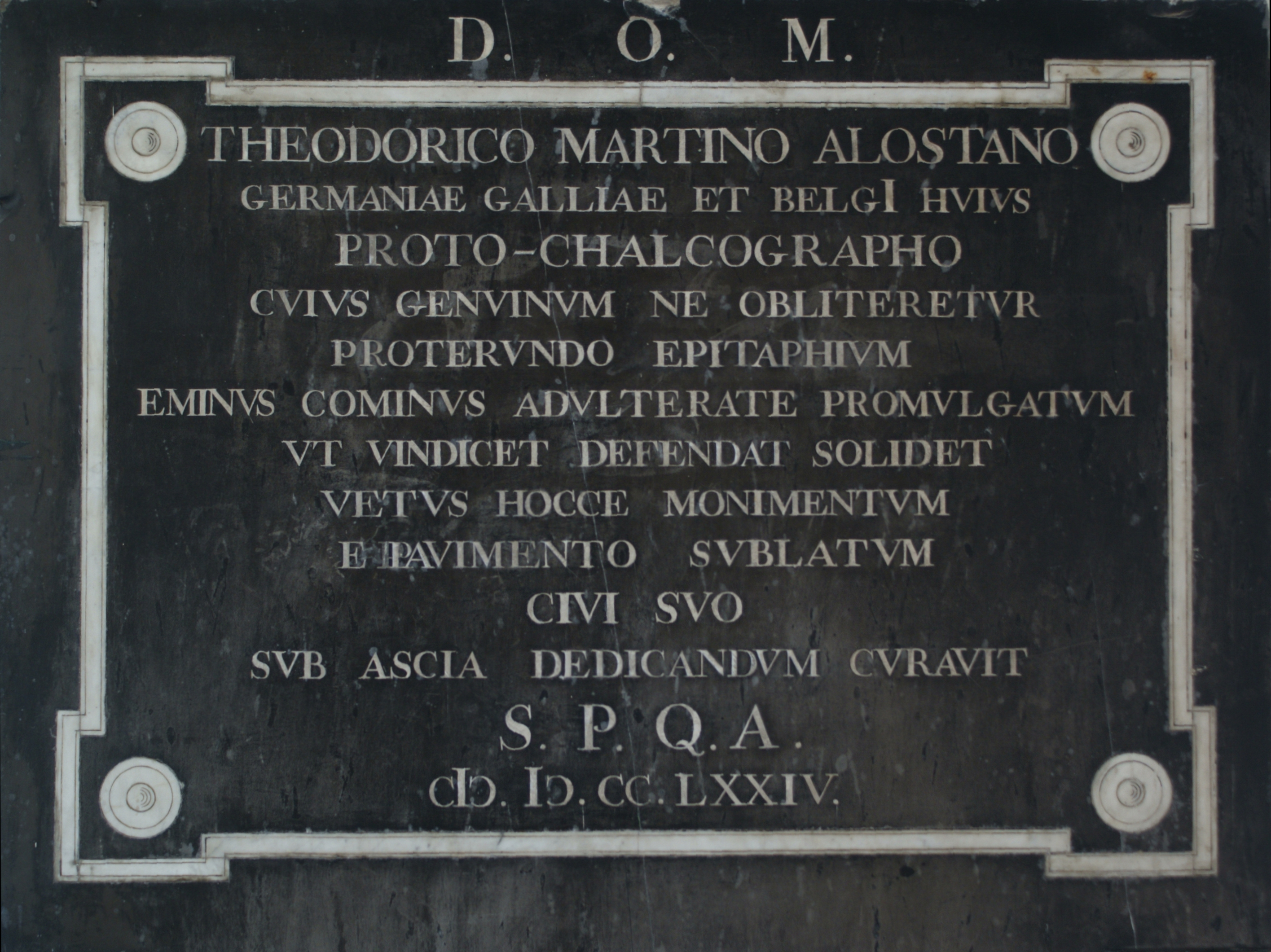
Gedenksteen voor Dirk Martens in de Sint-Martinuskerk van Aalst

- Biblioteca Nacional de España: XX4965668
- Bibliothèque nationale de France: cb122297876 (data)
- Biografisch Portaal: 75794361
- Gemeinsame Normdatei: 11941564X
- International Standard Name Identifier: 0000 0001 1454 4621
- Library of Congress Control Number: no2004076688
- Nationale Bibliotheek van Tsjechië: jx20091112009
- Nationale Bibliotheek van Israël: 987007454151605171
- Nationale Bibliotheek van Polen: a0000002401862
- Nederlandse Thesaurus van Auteursnamen: 070767009
- Système universitaire de documentation: 081546971
- Virtual International Authority File: 107030453